# أطلال توتشيبارايواكاغي
أطلال توتشيبارايواكاغي (باليابانية: 栃原岩陰遺跡، بالروماجي: Tochibaraiwakage iseki) هو موقع أثري ياباني يتكون من كهف أستعمل كمسكن ما قبل التاريخ، يقع في توتشيهارا ناحية قرية كيتايكي [الإنجليزية]، محافظة ناغانو، منطقة تشوبو في اليابان، في عام 1987 تم إعتباره معلم تاريخي وطني لليابان [الإنجليزية].
يمكن الوصول إلى الموقع بالقيادة تقريبًا لثمان دقائق بالسيارة إنطلاقًا من محطة كومي [الإنجليزية].

## نظرة عامة
يقع الكهف عند الضفة اليمنى من نهر آيكي في منطقة جبلية على إرتفاع 960 متر (3,150 قدم) إلى الشرق من جبال ياتسوغاتاكي [الإنجليزية]، ويتكون من ثلاث مأوي صخرية صغيرة أكتشفت سنة 1965، يبلغ إرتفاع وعمق وعرض كل منها (بين 2 إلى 3 أمتار فقط)، لكن في فترة جومون كان عرضهم وعمقهم يصل إلى 8 متر (26 قدم) وإرتفاع 6 متر (20 قدم)، تواجه المداخل جهة الجنوب ولوجود نهر قريب يمكن توفير موارد غذائية بسهولة عند الجبل، لذا بقيت هذه الكهوف مأهولة لألف عام على الأقل.
خلال 15 عملية تنقيب أثرية تم إجرائها للكهوف بين 1965 و1987 تم العثور على بقايا عظام تعود لعشرة أشخاص على الأقل من فترة جومون المبكرة، وأغلبهم أشخاص بالغين، كما تم العثور على فخار جومون [الإنجليزية]، وأدوات حجرية، وأواني من العظام والقرون، بالإضافة إلى العديد من بقايا الحيوانات التي أستخدمت كطعام وقطع من أقمشة الملابس.
تنبع أهمية هذا الموقع بكونه يزخر بالكثير من المواد التي تعود إلى أوائل فترة جومون، غير هذا وجدت خطّافات صيد الأسماء وإبر للخياطة ما يدل على وجود مستوى معرفي وتكنولوجي عالي بشكل غير متوقع في ذلك الوقت، وبالرغم من بعد الكهوف عن البحر إلا أن بعض الأدوات وجد أنها مصنوعة من أسنان سمك القرش، ويعني هذا وجود شكل من أشكال التجارة أو التواصل بين المسافات البعيدة، وإكتشاف آخر مثير للإهتمام هو العثور على بقايا لطفلين يبلغان من العمر 3 و5 أعوام واللذان كانا يأكلان فاكهة شجرة موكو بالقرب من موقد عندما سقطت عليهما صخرة كبير من السقف سحقتهما حتى الموت، وتم تسجيل هذه كأول حالة وفاة بسبب حادث مشخّصة في اليابان.
بعض القطع المكتشفة تعرض حاليًا في متحف قريبة كيتايكي الأثري.

## طالع أيضًا
- كهف كوسيغاساوا
- كهف مورويا
- كهف ريوسيندو
- كهف ماكيدو
- أطلال كهف شيراهو ساونيتابارو
- أطلال مسكن كهف أوزاكاي
- كهف ريغاندو